# أيلين ريج
أَيْلِيَن رَيْج (بالإنجليزية: Alien Rage) لعبة فيديو من نوع تصويب منظور الشخص الأول صدرت عام 2013 لمنصات مايكروسوفت ويندوز وإكس بوكس 360 (من خلال إكس بوكس لايف آركيد) وبلاي ستيشن 3 (من خلال بلاي ستيشن نيتورك).
طوَّرت اللعبةَ شركة التطوير البولندية سي آي غيمز ومن ثمَّ شركة سيتي إنتراكتيف وذلك باستخدام محرك أنريل إنجن 3. تتميز اللعبة بنمطي اللعب الفردي والجماعي. يتحكَّمُ اللاعب في طور اللعبة الفردي بمحاربٍ من النخبة يُرسَلُ لقتل مجموعة من الفضائيين في منشأة لاستخراج المعادن وذلك بعد أن خان الأخيرون البشرَ الذين كانوا يشاركونهم المنشأة وقتلوهم.
كانت اللعبة قد أُعلن عنها في أبريل 2012 تحت مسمى «أَيْلِيَنْ فِيرْ» (بالإنجليزية: Alien Fear) ثُمَّ أُعيدت تسميتها إلى اسمها الحالي في مايو 2013. وقد صدرت اللعبة بتواريخ 24 سبتمبر 2013 لويندووز، 18 أكتوبر 2013 للإكس بوكس 360، و21 أكتوبر 2013 للبلاي ستيشن 3. وقوبلت اللعبة عقب إصدارها بردّات فعل متباينة وانتُقِدَت على وجه الخصوص بسبب الغليتشات الكبيرة التي تشوبها.

## أسلوب اللعب
أيلين ريج لعبة من نوع تصويب منظور الشخص الأول يخوض اللاعب فيها في عدة مستويات ويقتل أنواعًا مختلفة من الفضائيين. وكلما بتخطى اللاعب بضع مستويات يواجه زعيمَ فضائيين ويكون الأخير ذا حجم أكبر من الفضائيين الذين يعتاد اللاعب مواجهتهم في مستويات اللعبة المختلفة. يسجل اللاعب نقاطًا من خلال قتل عدد كبير من الفضائيين خلال مدة زمنية قصيرة، أو عن طريق قتلهم بأساليبَ خاصَّة كقتلهم بالتفجيرات أو إصابتهم في الرأس. تُمَكِّن هذه النقاط اللاعب من تطوير وتحسين الشخصية التي يلعب بها فيستطيع اللاعب مثلًا من خلالها تعزيزَ قدرة شخصيته على التحمل أو زيادةَ كمِّية الذخيرة التي تستطيع حملها. بإمكان اللاعب حمل سلاحَيْن كحدٍّ أقصى في ذات الوقت كما يحمل إلى جانبهما مسدسًا لا ينفدُ رصاصه. يستخدم اللاعب نوعين من الأسلحة في اللعبة: الأسلحة البشرية الصنع وتلك التي صنعها الفضائيون، وتختلف الأخيرة عن الأولى بأنها تسخن عند استخدامها ويتحتم على اللاعب انتظار مدة من الوقت قبل استخدامها مجددًا، إلا أنها لا تحتاج إلى إعادة تزويدها بالذخيرة مثل أسلحة البشر. وتشمل الأسلحة المستخدمة في اللعبة بنادق اقتحام وبنادق قنص وبنادق صيد وقاذفات صواريخ ورشاشات. وقد جُعلت اللعبة صعبة عن قصد حيث أن أسهل مستوى صعوبة فيها يسمى «متحدي» والذي يليه يسمى «صعب».
وتُقَدم اللعبة خيار اللعب الجماعي التَنَافُسي والذي يشمل نمطين (مباراة الموت ومباراة الموت للفِرَق) وعددًا قليلًا من الخرائط. أما اللعب الجماعي التعاوني فرغم أنه ذُكِر في الإعلان الأولي للعبة إلا أنه لم يُضَف في نسختها النهائية.

### القصة
تقع أحداث قصة أيلين ريج على كويكب كان البشر وفصيلةٌ من الفضائيين اسمها فُورَسْ ينقِّبونه بالشراكة من أجل مصدر طاقة نفيس يسمى البروميثيوم. ينقلب الفورس على البشر الذي يعملون معهم ويقتلونهم فيُرْسَلُ جَاكْ، الشخصية التي يلعب بها اللاعب، للأخذ بثأرهم.

## التطوير
أُعلن عن اللعبة لأول مرة في بداية أبريل 2012 تحت اسم «أيلين فير». وأُعلن عن أن اللعبة سوف تُطوَّر باستخدام محرك أنريل إنجن 3 في ستوديو بيدغوشتش التابع لسي آي غيمز كما أنها سوف تشمل نمط اللعب التعاوني. وأُسدل الستار عن لقطات الشاشة الأولى من اللعبة بعد ذلك بشهرين، في يونيو 2012. في مايو 2013 أخذت اللعبة اسمها الجديد «أيلين ريج» وبعد ذلك بشهرين أُعلن عن أن اللعبة سوف تصدر لأجهزة الحاسوب الشخصي وإكس بوكس 360 وبلاي ستيشن 3 في 24 سبتمبر 2013. وصدرت اللعبة بالفعل في 24 سبتمبر 2013 لمنصة ويندوز، ثم في 18 أكتوبر 2013 للإكس بوكس 360، ثم في 21 أكتوبر 2013 للبلاي ستيشن 3، وذلك بتقدير «للرَّاشدين» (17 سنة فما فوق) من طرف مجلس تقدير البرمجيات الترفيهية (ESRB).

## وصلات خارجية
- الموقع الرسمي